# Rivière Wabissinane
La rivière Wabissinane est un cours d'eau douce tributaire du lac Mistassini (versant de la rivière Rupert), dans la municipalité de Eeyou Istchee Baie-James, dans la région administrative du Nord-du-Québec, au Québec, au Canada. Cette rivière coule dans Mistassini.

## Géographie
Les bassins versants voisins sont :
- côté nord : rivière Tichégami, lac Mistamiquechamic, lac Chamic ;
- côté est : lac Anorak, rivière Neilson, lac Mistassini, rivière Pépeshquasati, rivière Chéno, rivière Kapaquatche, lac Baudeau ;
- côté sud : lac Mistassini, lac Albanel ;
- côté ouest : lac Fromenteau, lac Woollett, lac des Pygargues.

La rivière Wabissinane prend sa source à l'embouchure d'un lac non identifié (altitude : 434 m) située au nord-ouest de la partie nord du lac Mistassini.
À partir du lac de tête, le courant de la rivière Wabissinane coule sur environ 60 km vers le sud, du côté ouest du lac Mistassini, selon les segments suivants :
- vers le nord-est en traversant quatre lacs ;
- vers le sud jusqu'à la décharge de lacs non identifiés venant du nord-est ;
- vers le sud en formant un crochet vers l'est, jusqu'à la décharge de plans d'eau non identifiés venant du nord ;
- vers le sud en passant du côté Est d'un fondrière à filaments ;
- vers le sud-est dans un élargissement de la rivière, jusqu'à une île non identifiée ;
- vers le sud en longeant une île située à l'est du lac Fromenteau ;
- vers le sud-est, jusqu'à la confluence d'un ruisseau venant du nord. Note : Cette confluence est située à l'est de la Colline Kakatchow ;
- vers le sud presque en ligne droite en recueillant une décharge du côté est et une autre du côté droit, jusqu'à son embouchure[1].

L'embouchure de la rivière Wabissinane est située au nord-est de l'embouchure du lac Mistassini (entrée de la baie Radisson), au nord de Mistissini.
L'embouchure de la rivière Wabissinane se déverse sur la rive nord-ouest du lac Mistassini, du côté ouest de la pointe aux Chardons. À partir de l'embouchure de la rivière Wabissinane, le courant emprunte le lac Mistassini vers le sud-ouest, puis la rivière Rupert vers l'ouest laquelle fait d'abord une boucle vers le nord, puis coule généralement vers l'ouest jusqu'à la baie de Rupert.

## Toponymie
Selon des recoupements linguistiques, il n'est pas déraisonnable de croire que nom amérindien signifie un oiseau blanc (possiblement une oie blanche ou même un cygne). La Commission de géographie du Québec a accepté ce nom en 1945. Dans l'histoire sa graphie comporte quelques variantes : Wabassinan, Wabassinane, Wabassinon et Wabissinon. Cette dernière forme figure sur la carte officielle de la province de Québec (partie sud) publiée en 1935.
Le toponyme « rivière Wabissinane » a été officialisé le 5 décembre 1968 à la Banque des noms de lieux de la Commission de toponymie du Québec, soit à la création de cette commission.